# روحی سو

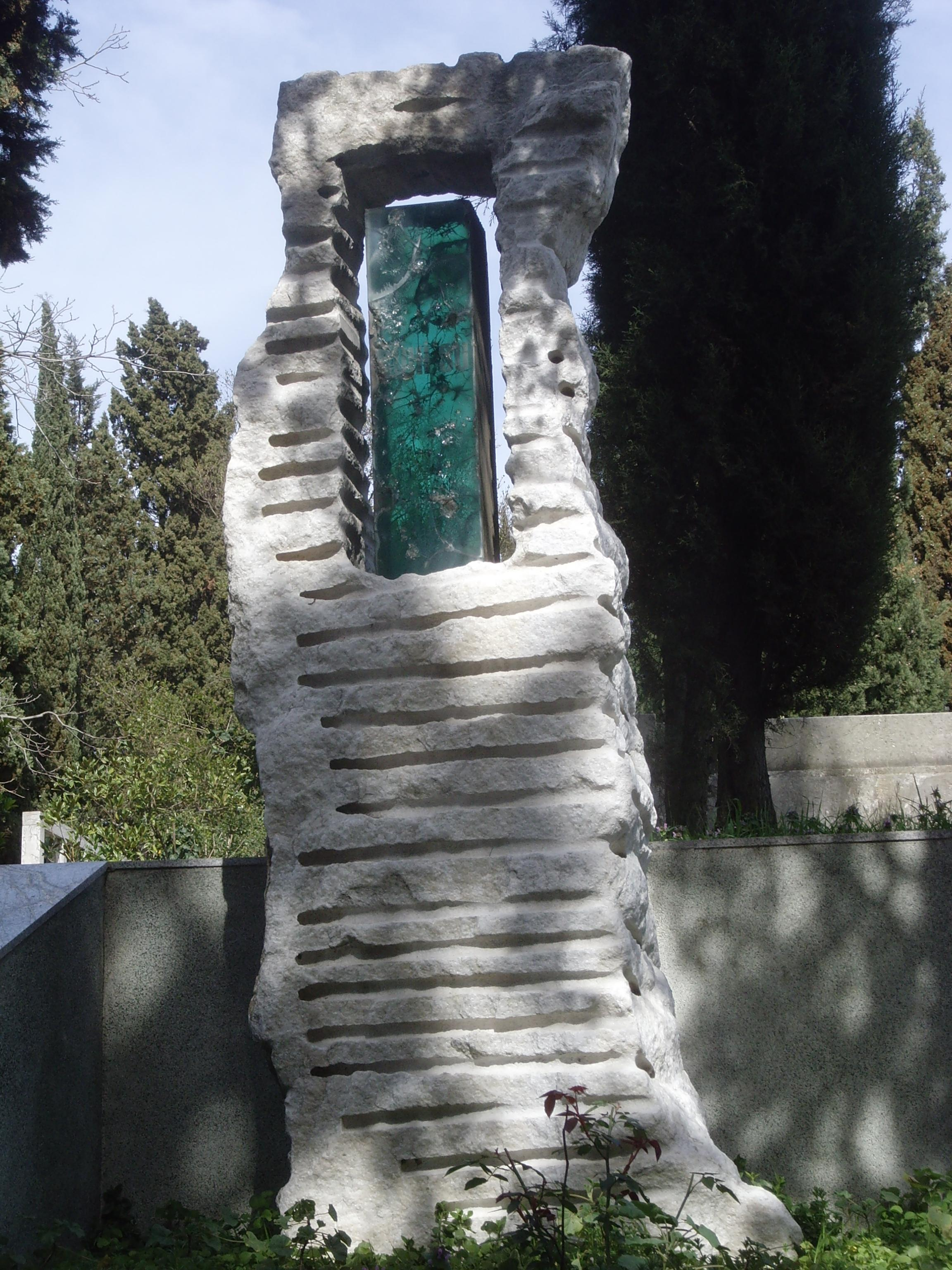

محمت روحی سو (انگلیسی: Mehmet Ruhi Su؛ زاده ۲۰ اکتبر ۱۹۱۲ – درگذشته ۲۰ سپتامبر ۱۹۸۵) خواننده معروف اپرا و موسیقی فولکلور ارمنی‌تبار اهل ترکیه بود. وی بین سال‌های ۱۹۴۲ تا ۱۹۸۵ میلادی فعالیت می‌کرد.